# Ainalrami
Ainalrami oder Ain al Rami (Ny¹ Sagittarii, ν¹ Sagittarii) ist ein Dreifachsystem in einem ungefähren Abstand von 1.100 Lichtjahren im Sternbild Schütze (lateinisch: Sagittarius). Seine drei Komponenten werden nach der Bayer-Bezeichnung als Ny¹ Sagittarii A, B and C bezeichnet. A und B ihrerseits bilden einen spektroskopischen Doppelstern.

## Nomenklatur
Ail al Rami (IAU-Schreibweise Ailalrami) ist ein traditioneller Name, der sich vom arabischen عين الرامي  cain ar-rāmī, das heißt Auge des Schützen, herleitet.
ν¹ Sagittarii (latinisiert Ny¹ Sagittarii) ist die Bayer-Bezeichnung des Systems.
Ny¹ und Ny² Sagittarii (zusammen als Ny Sagittarii bezeichnet) tragen den traditionellen Namen 
Die Internationale Astronomische Union organisierte 2016 eine Arbeitsgruppe WGSN (Working Group on Star Names) zur Katalogisierung und Standardisierung von Sterneigennamen. Die WGSN bestätigte den Namen Ain al Rami am 5. September 2016 für die Komponente Ny¹ Sagittarii A und nahm ihn in die Liste der IAU-bestätigten Sternnamen auf.
Ny¹ and Ny² Sagittarii werden zusammen mit Tau Sagittarii, Psi Sagittarii, Omega Sagittarii, 60 Sagittarii and Zeta Sagittarii als Al Udḥiyy, das Straußennest, bezeichnet.

## Eigenschaften
Ny¹ Sagittarii A ist ein heller Riesenstern vom Spektraltyp K1 mit einer scheinbaren Helligkeit von +4.86 mag. Er ist schwach veränderlich mit einer Frequenz von 0,43398 Zyklen pro Tag und einer Amplitude von 0,0078 mag. 1982 wurde ein heißerer Begleiter gefunden, Ny¹ Sagittarii B, ein schnell rotierender Stern vom Spektraltyp B9. Sie umkreisen einander mit einer Periode von zirka  370 Tagen. Ein weiterer, entfernterer Begleiter der Helligkeit +11,2 mag, die Komponente C, umkreist den Hauptstern in einem Winkelabstand von 2.5 Bogensekunden.